# Xhemë Karadaku
Xhemë Karadaku (ur. w Ranatovcach) – jugosłowiański i kosowski pisarz.

## Życiorys
Ukończył szkołę podstawową w rodzinnych Ranatovcach oraz liceum w Preševie. Studiował następnie na Uniwersytecie Dardańskim w Prisztinie.
Współpracuje z licznymi albańskojęzycznymi czasopismami, m.in. z poświęconym zagadkom czasopismem Horizonti, będąc także członkiem jego redakcji. Jest autorem setek łamigłówek, wśród jego książek znajdują się dwie zawierające łamigłówki Gjej e qesh (1994) i Zgjidh e zgjidh (1998). Był także związany z wydawnictwem URA, należąc do jego redakcji oraz zarządu.
Członek Ligi Pisarzy Kosowa.
Jest opisany w Leksykonie Pisarzy Dziecięcych, opracowanym przez pisarza Odhise Grillo.

## Książki[1][2]
- Legjendë e re (1992)
- Natë mbi mua (1994)
- Gjej e qesh (1994)
- Pse iu kall mjekra gjyshit (1995)
- Zvarranikët (1995)
- Zgjidh e zgjidh (1998)
- Trimi më i madh në botë (1999)
- Kalikuse, kalikuse a ma gjen një nuse (2000)
- Ëndërr me ëndrra (2000)
- Feniksi nuk është ndryshe (2000)
- Lavjerrësi i kohës (2002)
- Histori për një dashuri (2003)
- Lojë në Trojë (2000)
- Nipi i Don Kishotit (2005)
- Fuqia Hyjnore (2009)
- Flakadani i lirisë (2010)
- Lojë me fjalë (2011)
- Jam i madh (2014)[3]
- Kalikuse, kalikuse (2014)

## Nagrody
Zdobył ponad 30 nagród za swoją twórczość na licznych literackich konkursach krajowych (kosowskich) i zagranicznych.